# Эвенская литература
Эве́нская литерату́ра — литература эвенов — сибирского тунгусо-маньчжурский народа, родственного эвенкам. Распространёнными жанрами фольклора являются героический эпос, сказки, лирические песни, предания и загадки. В произведениях эвенской литературы прослеживается пейзажная лирика.

## История развития эвенской литературы
Письменность начала развиваться лишь в первой четверти 20 века, когда установилась советская власть. Чуть позже появляется эвенский литературный язык. Первые эвенские писатели появляются среди студентов Института народов Севера в городе Санкт-Петербурге. Многие произведения эвенских писателей переведены на языки народов СССР.

## Известные писатели и поэты
На эвенском языке в XX — начале XXI вв. писал ряд писателей и поэтов:
- Кривошапкин, Андрей Васильевич (1941)
- Ламутский, Платон (Степанов, Платон Афанасьевич) (1920—1987)
- Лебедев, Василий Дмитриевич (1934—1982)
- Тарабукин, Николай Саввич (1910—1950)
- Кейметинов-Баргачан, Василий Спиридонович (1941)